# Centauropsis rhaponticoides
Centauropsis rhaponticoides là một loài thực vật có hoa trong họ Cúc. Loài này được (Baker) Drake mô tả khoa học đầu tiên năm 1899.